# Madelaine Vilgren

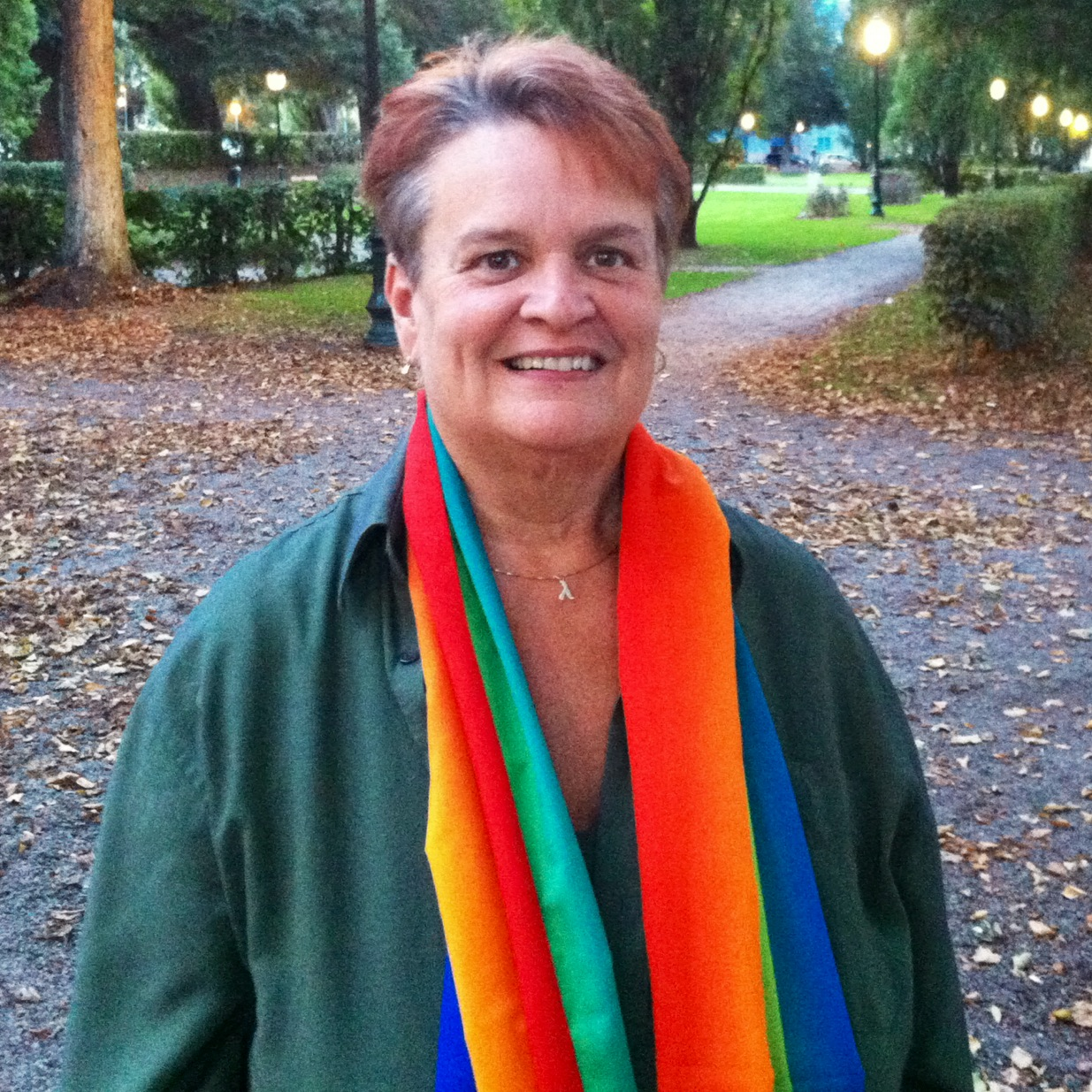
Madelaine Vilgren

Susann Madelaine Vilgren, född den 19 juni 1958, är en svensk socialdemokratisk politiker i Östergötland. Sedan 2008 är hon oppositionsråd i Ödeshögs kommun.

## Utbildning och karriär
Madelaine Vilgren var förbundskassör för RFSL  (Riksförbundet för homosexuellas, bisexuellas och transpersoners rättigheter), mellan åren 2005-2011 och satt med i den statliga Diskrimineringskommittén som expert , ordförande för Ödeshögs kommunrevision, ansvarig för Kvinnosekretariatet i ILGA (International Lesbian and Gay Association, en världsomfattande organisation för homo- och bisexuellas och transpersoners rättigheter), kongressombud för Socialdemokraterna i Östergötland och ledamot i Forum Syds Styrelse  (en paraplyorganisation som samlar 163 svenska organisationer och arbetar med internationellt bistånd och opinionsbildning om globala frågor). 
Hon har också varit lokalt engagerad som ordförande för Ödeshögs Arbetarekommun , ridklubben Alvastraryttarna, Alvastra krönikespel och RFSL Jönköping. 
Hon har tidigare varit förbundssekreterare för HBTQ+Socialdemokrater mellan 2012–2022. 

## Nuvarande uppdrag
Idag är hon, förutom oppositionsråd, andre vice ordförande i kommunstyrelsen  , vigselförrättare, ledamot i Landstinget i Östergötland , ersättare i Östsam .

## Fotnoter
1. 1 2  http://www.publikt.se/artikel/trogen-medlem-brinner-hbt-fragor-37281
2. ↑  http://www.regeringen.se/sb/d/6155/a/58696
3. ↑  ”Arkiverade kopian”. Arkiverad från originalet den 3 februari 2014. https://web.archive.org/web/20140203162919/http://www.rfsl.se/?p=324&aid=2974. Läst 23 januari 2014.
4. ↑  http://www.corren.se/ostergotland/odeshog/artikel.aspx?articleid=4298098&name=mot-en-manniskokampe-som-bryr-sig
5. 1 2  ”Arkiverade kopian”. Arkiverad från originalet den 24 februari 2014. https://web.archive.org/web/20140224013130/http://troint.odeshog.se/TroInt/person-uppdrag.asp?inr=287. Läst 10 februari 2014.
6. ↑  http://www.tasso.nu/2007/07/12/vackraste-brollopet-i-almedalen-%E2%80%93-soren-daniel-sa-ja/
7. ↑  http://www.trehornawardshus.se/index.php/sv/wardshus/festvaning/broellop.html
8. 1 2  ”Arkiverade kopian”. Arkiverad från originalet den 2 februari 2014. https://web.archive.org/web/20140202114816/http://lioappl1.lio.se/politiker2/VisaPolitiker.aspx?PolitikerId=1530. Läst 23 januari 2014.